# Coverack
Coverack (cornico: Porthkovrek, significato: baia della corrente) è un villaggio costiero e un porto di pesca in Cornovaglia, Inghilterra. Si trova sul versante orientale della Penisola di Lizard, circa 14 chilometri a sud di Falmouth.

## Geografia fisica
Nei pressi del South West Coast Path si trova il Poldowrian Garden, che comprende un insediamento preistorico scoperto nel 1965, datato dagli archeologi al 5.500 a.C. È possibile ammirare i ritrovamenti provenienti dal sito. Le strade dirette a Coverack attraversano Goonhilly Downs, località famosa per la sua stazione geospaziale.
Il Sito di Speciale Interesse Scientifico (SSSI) noto come Coverack Cove and Dolor Poin è uno dei più famosi siti geologici della Cornovaglia: vi si trova una sezione quasi continua attraverso uno strato della crosta terrestre. Altri SSSI sono Coverack to Porthoustock e Kennack to Coverack.
Coverack rientra inoltre all'interno dell'"Area di Eccezionale Bellezza Naturale della Cornovaglia" (AONB), che comprende quasi un terzo dell'intera Cornovaglia: questa classificazione garantisce lo stesso status e il medesimo livello di protezione di un Parco Nazionale.

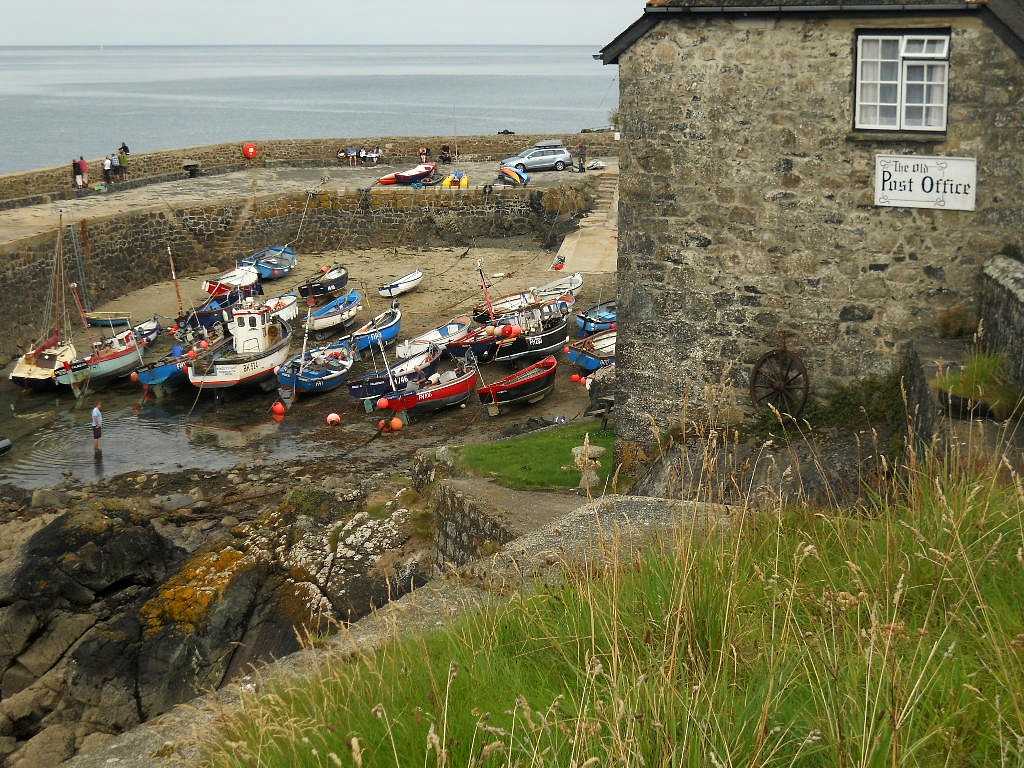
Barche in secca nel porto di Coverack

## Economia

### Turismo
Coverack dispone di diversi alberghi e di un ostello della gioventù; quest'ultimo, situato a Parch Behan, School Hill, ospita una splendida scala recuperata dal naufragio della SS Mohegan.
La zona offre diverse possibilità per gli sport acquatici, in particolare il windsurf, la navigazione di diporto e le immersioni. Gli scogli denominati The Manacles, al largo della cittadina, sono stati lo scenario di diversi naufragi e, di conseguenza, costituiscono oggigiorno una meta privilegiata per le immersioni.

## Battelli di soccorso di Coverack
La Royal National Lifeboat Institution (RNLI) ha istituito un proprio battello di soccorso a Coverack nel 1901, a seguito del naufragio della SS Mohegan sugli scogli di The Manacles nel 1898, che costò la vita a oltre 100 persone. Nel porto venne realizzata una rimessa per barche con annesso scalo di alaggio. La stazione fu chiusa nell'ottobre del 1978 a seguito dell'assegnazione di un battello più veloce alla Stazione di Salvataggio di Falmouth.
Si riporta l'elenco dei battelli di salvataggio in servizio a Coverack dal 1901 al 1978; 'ON' indica il numero sequenziale ufficiale assegnato dal RNLI; 'Op. No.' indica il numero operativo dipinto sullo scafo.
| ON  | Op. No. | Nome                     | Costruito | A Coverack | Classe    | Commenti                                                                                         |
| --- | ------- | ------------------------ | --------- | ---------- | --------- | ------------------------------------------------------------------------------------------------ |
| 458 | –       | Constance Melanie        |           | 1901–1934  | Watson    | [ 5 ]                                                                                            |
| 771 | –       | The Three Sisters        | 1934      | 1934–1954  | Liverpool | Rimessa in attività come battello da diporto a Rhyl nel 2007.                                    |
| 907 | –       | William Taylor of Oldham |           | 1954–1972  | Watson    | Rimesso in attività come peschereccio con il nome di Gipsy Moth nell'isola di Petite Martinique. |
| –   | ?       | ?                        |           | 1972–1978  | D         | Battello di salvataggio inshore.                                                                 |

## Nuotata di Natale
Ogni anno a Natale, tutti gli abitanti del villaggio e molti villeggianti partecipano alla ricerca di volontari per una nuotata nelle acque del porto a fini di beneficenza. La tradizione prosegue da quasi 50 anni e ha fruttato migliaia di sterline per la ricerca sul cancro.